# Osieczek (powiat wąbrzeski)
Osieczek – wieś w Polsce położona w województwie kujawsko-pomorskim, w powiecie wąbrzeskim, w gminie Książki.
W latach 1975–1998 miejscowość należała administracyjnie do województwa toruńskiego. Według Narodowego Spisu Powszechnego (III 2011 r.) liczyła 810 mieszkańców. Jest drugą co do wielkości miejscowością gminy Książki.

## Zabytki
Według rejestru zabytków NID na listę zabytków wpisany jest:
- kościół parafialny pw. św. Katarzyny, gotycki zabytek (XVI w.) murowany z kamienia. W 1618 r. dobudowano wieżę z cegly. Przełom XIX/XX w., nr rej.: A/353 z 13.07.1936.
- grodzisko Osieczek z XII wieku zbudowane przez Słowian w celu obrony przed najazdami pruskimi i wzmiankowano w 1222 roku, kiedy to książę Konrad Mazowiecki nadał biskupowi pruskiemu Chrystianowi miejscowość Osechino, w której znajdował się gród, kojarzoną przez większość badaczy średniowiecza z Osieczkiem[5]. Grodzisko w Osieczku znajduje się w zachodniej części wsi i położone jest przy południowo-zachodnim brzegu jeziora Wielkiego. Relikty jednoczłonowego grodu mają prawie kolisty kształt, średnica podstawy grodziska wynosi około 85 m. W części zachodniej grodziska, gdzie wał jest najlepiej zachowany, jego korona ma wysokość prawie 7 metrów[6].